# La Revue d'histoire ancienne

La Revue d'histoire ancienne (russe : Вестник древней истории; Vestnik drevniey istorii, littéralement le Messager de l'histoire antique) est une revue savante russe consacrée à l'étude de l'histoire antique. Elle est publiée par l'institut d'histoire universelle de l'Académie des sciences de Russie.

## La revue
Cette revue fondée en 1937 est publiée sur une base trimestrielle depuis 1946. Elle fait paraître des articles savants, des sources et des recensions historiques, des documents biographiques, etc. de spécialistes aussi bien russes qu'étrangers.
Il existe une version électronique en ligne de la revue accessible par abonnement depuis l'an 2000.

## Rédacteurs en chef
- Alexandre Svanidzé (1937)
- Alexandre Michouline (1938—1948)
- Nikolaï Machkine (1949—1950)
- Sergueï Kisseliov (1950—1962)
- Vassili Struve (1962—1965)
- Sergueï Outchenko (1966—1976)
- Zinaïda Oudaltsova (1977—1987)
- Grigori Bongard-Levine (1988—2008)
- Askold Ivantchouk (depuis 2009)